# Extended Power
Extended Power EP je njemačkog heavy metal-sastava Rage. Diskografska kuća Noise Records objavila ga je 15. travnja 1991. EP sadrži pjesmu "Bottlefield", koja se pojavila na albumu Prayers of Steel, objavljenom u vrijeme kad se sastav zvao Avenger.

## Popis pjesama
| 1.    | »Woman«                               | 3:47 |
| 2.    | »Ashes«                               | 5:02 |
| 3.    | »Bottlefield«                         | 2:44 |
| 4.    | »Waiting for the Moon«                | 4:40 |
| 5.    | »What's Up?« (instrumentalna skladba) | 3:30 |
| 19:43 |                                       |      |

## Zasluge
Rage
- Peter "Peavy" Wagner – vokal, bas-gitara
- Manni Schmidt – gitara
- Chris Efthimiadis – bubnjevi

Ostalo osoblje
- Armin Sabol – produkcija
- Ralf Krause – inženjer zvuka, mijs
- Sven Conquest – dodatni inženjer zvuka
- Karl-U Walterbach – produkcija
- Andreas Marschall – naslovnica